# Уолстенхолм-Элми, Элизабет
Эли́забет Кла́рк Уолстенхолм-Э́лми (англ. Elizabeth Clarke Wolstenholme Elmy; 30 ноября 1833, Читем-Хилл, Ланкашир — 12 марта 1918, Chorlton-on-Medlock, Ланкашир) — британская общественная деятельница, феминистка и суфражистка; также писательница.

## Биография
Родилась 30 ноября 1833 года в манчестерском районе Cheetham Hill; была крещена 15 декабря 1833 года в Eccles, Большой Манчестер, где её отец — преподобный Джозеф Уолстенхолм (Joseph Wolstenholme) — был методистским служителем. Её брат Джозеф Уолстенхолм стал профессором математики в Кембриджском университете.
Мать умерла, когда она была маленькой. Бо́льшую часть сформировавших её лет Элизабет провела в Roe Green, Большой Манчестер, с семьёй матери. Когда около 1843 года умер отец, воспитанием девочки занималась мачеха. Элизабет посещала содержавшуюся Моравской церковью школу Fulneck Moravian School в городе Падси (Pudsey) графства Уэст-Йоркшир, в течение двух лет, но по каким-то причинам ей не разрешили учиться дальше.
Элизабет открыла частную школу-интернат для девочек в Boothstown около Worsley и оставалась там до мая 1867 года, когда переехала в Congleton в Восточном Чешире. Встревоженная плохим стандартом начального образования для девочек, она вступила в 1862 году в Колледж наставников (Chartered College of Teaching), где познакомилась с Эмили Дэвис. Вместе они провели кампанию за то, чтобы девочки получили такой же доступ к высшему образованию, как и мальчики. В 1865 году Уолстенхолм основала Манчестерскую ассоциацию учительниц (Manchester Schoolmistresses Association) и в 1866 году дала показания комиссии Тонтона (Taunton Commission) в области образования, став одной из первых женщин, давших показания в парламентском комитете. В 1867 году она представляла Манчестер на недавно образованном Совете по содействию высшему образованию женщин на севере Англии (North of England Council for Promoting the Higher Education of Women). Позже она разошлась во мнении с Эмили Дэвис в вопросе учебной программы для женщин.

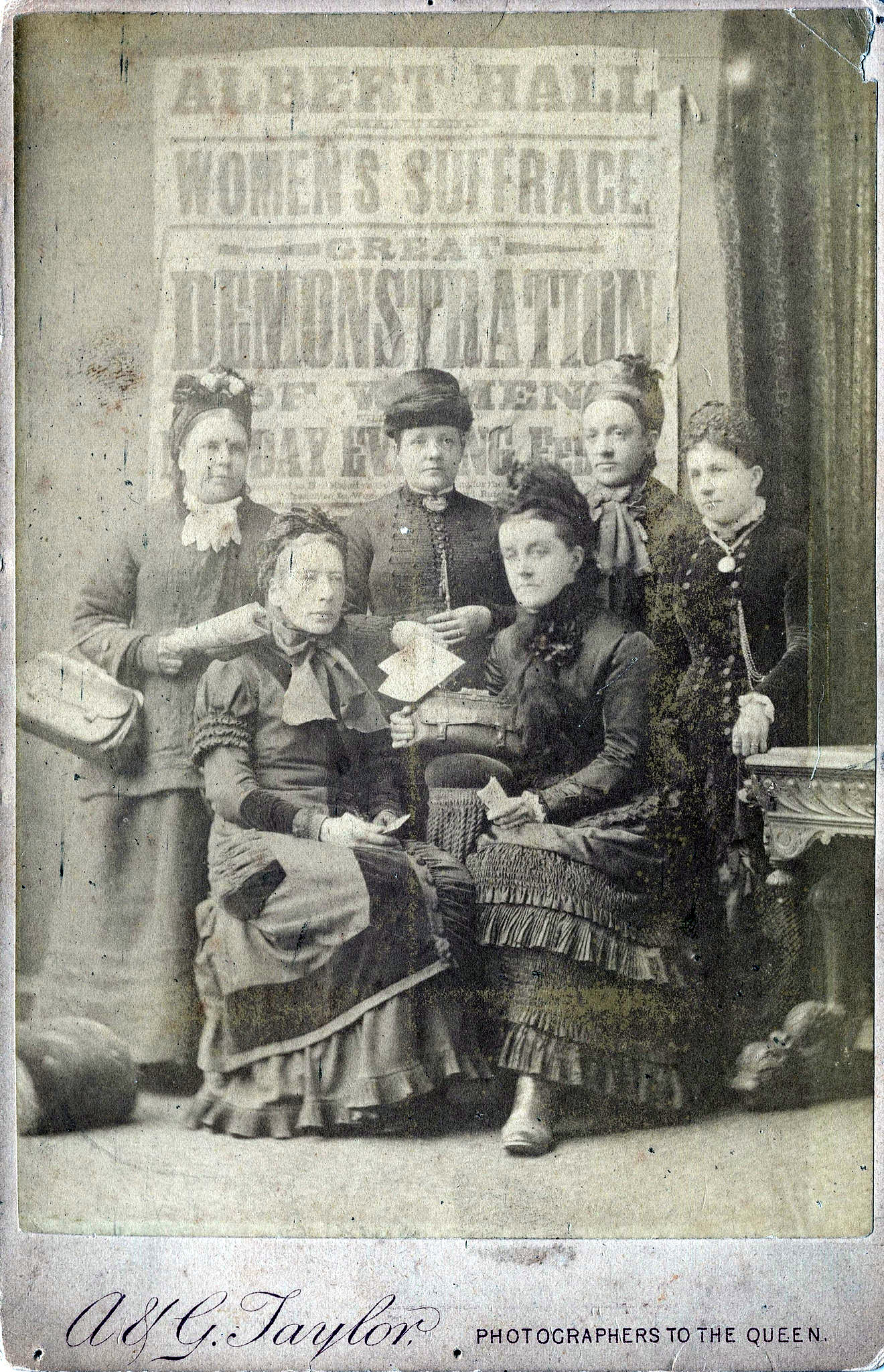
Манчестерское отделение National Society for Women’s Suffrage

Уолстенхолм основала в 1866 году в Манчестере комитет (Manchester Committee for the Enfranchisement of Women, MCEW) по расширению прав и возможностей женщин и стала активным борцом за избирательное право женщин на протяжении более 50 лет. Она оставила свою школу в 1871 году и стала первой платной сотрудницей женского движения, когда ей платили за лоббирование парламента в отношении законов, которые были вредны для женщин. В 1877 году кампания по избирательному праву женщин была централизована как Национальное общество избирательного права женщин (National Society for Women’s Suffrage). Уолстенхолм работала в её манчестерском отделении и стала одним из основателей (вместе с Харриет Макилкхэм и Элис Скэтчерд) Женской лиги франшизы (Women’s Franchise League) в 1889 году. В 1891 году она покинула лигу и основала в этом же году Союз освобождения женщин (Women’s Emancipation Union, WEU).
Она проработала в WEU с 1891 по 1899 год, когда его деятельность была свёрнута. Затем её подруга и коллега Эммелин Панкхёрст пригласила Элизабет в исполнительный комитет организации (Women’s Social and Political Union, WSPU). Проработав в WSPU по 1913 год, вышла из неё и стала вице-президентом лиги Tax Resistant League.
Умерла 12 марта 1918 года, её похороны состоялись в Манчестерском крематории.
Её имя и изображение, в числе 58 других женщин, сторонников избирательного права, выгравированы на постаменте памятника Миллисент Фосетт, открытого на Parliament Square в Лондоне в 2018 году.

### Личная жизнь

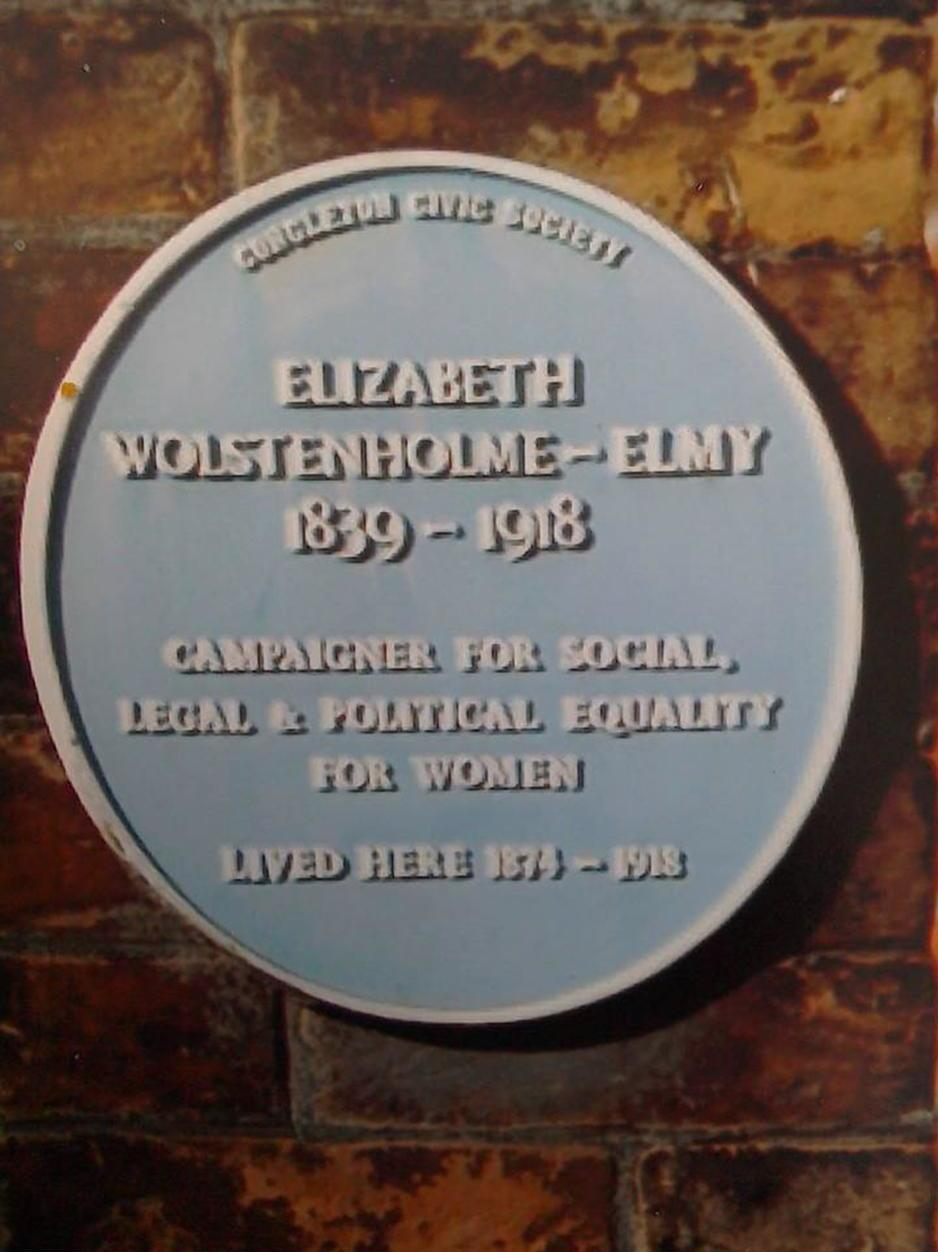
Синяя табличка на Buxton House

Элизабет Уолстенхолм познакомилась с владельцем шелковой фабрики секуляристом Бенджамином Джоном Элми (Benjamin John Elmy, 1838—1906). В 1867 году вместе они основали Общество женского образования (Ladies Education Society), которое было открыто для мужчин. Бенджамин стал активным участником женского движения, присоединившись к работе Элизабет. Вместе они начали жить в начале 1870-х годов, были сторонниками свободной любви, удивляясь набожности своих христианских коллег. Когда Элизабет забеременела в 1874 году, её коллеги были возмущены и потребовали, чтобы пара вступила в брак. Несмотря на то, что Уолстенхолм и Элми прошли церемонию записи актов гражданского состояния в 1874 году, Элизабет была вынуждена бросить свою работу в Лондоне. Они переехали в Buxton House в пригород Buglawton, где в 1875 году у них родился сын Фрэнк. Buxton House стал резиденцией Элизабет Уолстенхолм-Элми с 1874 по 1918 год; общество Congleton Civic Society установило впоследствии на нём соответствующую синюю табличку.
Бенджамин Элми опубликовал под псевдонимом Эллис Этельмер две книги — The Human Flower и Baby Buds (в 1894 и 1895 годах, соответственно), являвшиеся, по сути, учебниками по половому просвещению, в которых материал излагался с опорой на аналогии из области ботаники. Авторство этих книг иногда приписывают Элизабет, но сама она всегда утверждала, что книги написал её муж.